# Thomas Annan

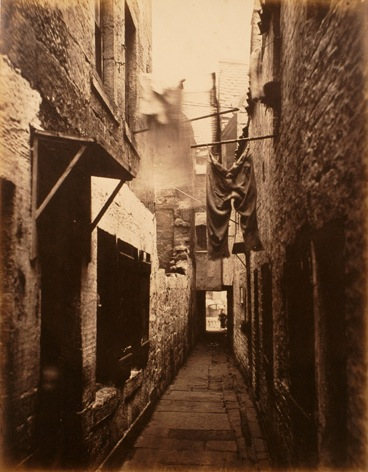
Bakgata i Glasgow 1871.

Thomas Annan, född 1829 i Dairsie i Fife, död 1887, var en skotsk fotograf. Han var far till James Craig Annan.
Annan öppnade 1855 en fotografiateljé i Glasgow, och gjorde sig snart känd för sina porträtt, vyer och byggnadsfotografier. Han dokumenterade även stadens slumområden, och hans fotografier därifrån hör till de tidigaste dokumentära skildringarna av social natur. Annan gjorde sig även känd för sina reproduktioner av målningar.